# C5H4ClN
化学式C5H4ClN（摩尔质量：113.54 g/mol）可以指：
- 氯吡啶
  - 2-氯吡啶，CAS号：109-09-1 
  - 3-氯吡啶，CAS号：626-60-8 
  - 4-氯吡啶，CAS号：626-61-9
- 5-氯戊-2-炔腈，CAS号：？
- 3-氯双环丁烷-1-甲腈（3-氯-二环[1.1.0]丁烷-1-甲腈），CAS号：23745-75-7